# Czernina (Neder-Silezië)
Czernina (Duits: Tschirnau) is een plaats in het Poolse district  Górowski, woiwodschap Neder-Silezië. De plaats maakt deel uit van de gemeente Góra en telt 940 inwoners.